# جلان ميلر
جلان ميلر (بالإنجليزية: Glen Miller)‏ هو مدرب كرة سلة أمريكي، ولد في 3 نوفمبر 1963.

## روابط خارجية
- جلان ميلر على موقع كلية كرة السلة في سبورتس رفرنس.كوم (الإنجليزية)